# Hyperphosphatämie
Eine Hyperphosphatämie ist eine Erhöhung des Phosphatspiegels im Blut. Eine Hyperphosphatämie entsteht bei massiver Phosphatzufuhr, massiver Freisetzung von Phosphat durch Gewebszerstörung, verminderter Phosphatausscheidung bei fortgeschrittenem Nierenversagen und Zuständen mit einer gesteigerten Phosphatrückresorption durch die Nieren. Der Anstieg des Serum-Phosphats führt zur Ablagerung von Calciumphosphat in Blutgefäßen und Geweben. Bei der akuten Hyperphosphatämie stehen die Symptome des Calcium-Abfalls im Vordergrund: Muskelkrämpfe und Herzrhythmusstörungen, die sogar zum Tode führen können. Die chronische Hyperphosphatämie führt zu Verkalkungen von Geweben und Blutgefäßen, die zu Durchblutungsstörungen, Herzinfarkt und Schlaganfall führen können. Die Behandlung der akuten Hyperphosphatämie erfolgt durch Kochsalz-Infusion und Dialyse. Die Behandlung der chronischen Hyperphosphatämie erfolgt durch phosphatarme Diät und Medikamente, welche in der Nahrung vorhandenes Phosphat im Darm binden. Der obere Grenzwert für anorganisches Phosphat im Blutserum liegt für Erwachsene bei 1,45 mmol/l (5 mg/dl), für Kinder zum Teil deutlich darüber.

## Pathogenese
Mit der Nahrung nehmen wir täglich etwa 1000–1200 mg Phosphat zu uns, davon werden etwa 800 mg in den Körper aufgenommen und gelangen in den austauschbaren Phosphat-Pool. Dieser besteht aus dem Intrazellularraum, der etwa 70 % des austauschbaren Phosphats enthält, der Mineralisationsfront im Knochen mit 29 % des austauschbaren Phosphats. Im Blut ist weniger als 1 % des austauschbaren Phosphats enthalten. Aus den austauschbaren Phosphat-Pool kann Phosphat über Nieren und Darm ausgeschieden werden oder fest als Calcium-Phosphat in den Knochen eingebaut werden. Das Skelett fungiert als großes Phosphat-Reservoir (Abb. unter).
Beim Gesunden wird der Phosphatspiegel durch die Ausscheidung von Phosphat über die Nieren konstant gehalten.
Die Phosphatausscheidung der Nieren wird durch Parathormon, Fibroblast Growth Factor 23 (FGF23) und durch die Phosphat-Konzentration im Blut geregelt:
- Parathormon, ein Hormon der Nebenschilddrüse, steigert die Phosphatausscheidung über die Nieren, fördert aber auch die Freisetzung von Phosphat aus dem Skelett.
- Fibroblast Growth Factor 23 steigert die Phosphatausscheidung über die Nieren.
- Erhöhte Phosphatspiegel reduzieren die Konzentration von Natrium-Phosphat-Kotransport-Proteinen im proximalen Tubulus der Niere, hemmen dadurch die Phosphat-Rückresorption über die proximalen Tubuluszellen und steigern so die Phosphatausscheidung.

Eine Steigerung der Phosphatzufuhr
bis 4000 mg/d führt zu einer gesteigerten Phosphat-Ausscheidung, der Phosphatspiegel im Blut steigt nur geringfügig an. Eine massive Zufuhr von Phosphat innerhalb weniger Stunden kann dagegen zu einem akuten Anstieg des Phosphatspiegels führen. Zu einer chronischen Erhöhung des Phosphatspiegels kommt es durch eine verminderte Phosphat-Ausscheidung bei chronischen Nierenkrankheiten oder eine vermehrte Phosphatrückresorption, z. B. bei Störungen des Parathormon- oder FGF23-Stoffwechsels.

## Ätiologie
Eine Hyperphosphatämie entsteht
- durch eine massive akute exogene oder endogene Phosphatzufuhr, welche die Fähigkeit der Nieren zur Ausscheidung von Phosphat übersteigt,
- bei eingeschränkter Nierenfunktion durch eine verminderte Filtration von Phosphat im Nierenkörperchen (verminderte glomeruläre Filtration),
- bei normaler Nierenfunktion durch eine vermehrte Rückresorption von Phosphat aus dem Primärharn im Nierenkanälchen (vermehrte tubuläre Rückresorption).

### Massive akute Phosphatzufuhr
Um einen Anstieg des Serum-Phosphats zu bewirken, muss in kurzer Zeit so viel Phosphat anfallen, dass die Kapazität der Niere zur Phosphat-Ausscheidung überschritten wird.

#### Massive endogene Phosphatfreisetzung
Phosphat ist das wichtigste intrazelluläre Anion. Jede ausgedehnte Zerstörung von Geweben führt daher zur Freisetzung großer Mengen an Phosphat.
Beispiele sind das Tumorlyse-Syndrom, Muskelzerstörung (Rhabdomyolyse) oder die Zerstörung von roten Blutkörperchen (Hämolyse), etwa aufgrund eines Transfusionszwischenfalls.
Die akute Hyperphosphatämie führt zum Überschreiten des geringen Löslichkeitsprodukts von Calcium und Phosphat, damit zur Ausfällung von Calciumphosphat in den Geweben und so zu einem Abfall von Calcium im Serum. Die resultierende Hypokalziämie kann schwere Symptome verursachen und sogar zum Tod führen.
Weitere Ursachen einer akuten Hyperphosphatämie sind eine Laktazidose oder eine diabetische Ketoazidose.

#### Massive exogene Phosphatzufuhr
Phosphathaltige Lösungen werden zur Darmreinigung vor einer Darmspiegelung eingesetzt. Insbesondere bei älteren Patienten und vorbestehender Nierenfunktionseinschränkung kann es nach Darmreinigung mit diesen Lösungen zu einem massiven Anstieg des Phosphat-Spiegels kommen; es wurden Todesfälle aufgrund einer massiven Hypokalziämie und irreversibles Nierenversagen aufgrund von Calcium-Phosphat-Ablagerungen in den Nieren (akute Phosphatnephropathie) beschrieben.

### Verminderte Phosphat-Ausscheidung bei chronischem Nierenversagen
Eine häufige Ursache der chronischen Hyperphosphatämie ist eine verminderte Ausscheidung von Phosphat bei Niereninsuffizienz.
In den Nierenkörperchen werden pro Tag etwa 4–8 g Phosphat filtriert, der überwiegende Anteil wird im Nierenkanälchensystem rückresorbiert, nur 5–20 % des filtrierten Phosphats erscheinen im Urin.
Bei einer Abnahme der glomerulären Filtrationsrate sinkt zunächst die Phosphat-Rückresorption; die Phosphat-Ausscheidung kann auf diese Weise konstant gehalten werden, ohne dass der Phosphat-Spiegel ansteigt. Erst bei einem Absinken der glomerulären Filtrationsrate unter 20–25 ml/min ist ein Anstieg des Serum-Phosphatspiegels erforderlich, um eine ausreichende Phosphat-Ausscheidung zu gewährleisten und eine positive Phosphat-Bilanz zu vermeiden.
Die Regelung der Phosphat-Rückresorption in der Niereninsuffizienz ist komplex: In der geschädigten Niere wird weniger aktives Vitamin D (Calcitriol) gebildet, die Calcium-Aufnahme im Darm nimmt ab, der Calcium-Spiegel im Serum sinkt, als Folge davon produziert die Nebenschilddrüse mehr Parathormon, dieses wiederum hemmt die Phosphat-Rückresorption in den Nierentubuli. Bei eingeschränkter Nierenfunktion nimmt aufgrund des niedrigen Calcitriol-Spiegels zwar die Bildung des Knochenhormons Fibroblast Growth Factor 23 (FGF23) im Knochen ab, gleichzeitig wird aber weniger FGF23 über die Niere ausgeschieden. Im Endeffekt steigt der FGF23-Spiegel im Serum an, dies hemmt ebenfalls die Phosphat-Rückresorption in der Niere. Zudem sind erhöhte Phosphat-Spiegel in der Lage, direkt die Phosphat-Rückresorption im Nierenkanälchen zu hemmen.
Zusätzlich besteht bei chronischer Niereninsuffizienz eine Störung des Knochenstoffwechsels, die gekennzeichnet ist durch Überwiegen des Knochenabbaus über die Knochenneubildung. Durch den Knochenabbau wird Phosphat freigesetzt, welches die bestehende Hyperphosphatämie verschlimmert.
Bei eingeschränkter Nierenfunktion kann das Skelett seine Aufgabe als Phosphat-Reservoir so nicht mehr in ausreichendem Maße erfüllen. Bei steigendem Phosphatspiegel kommt es daher zu Weichteilverkalkungen durch Ablagerung von Calciumphosphat, insbesondere in Intima und Media der Blutgefäße. Die Intima-Verkalkung führt zu Durchblutungsstörungen, die Media-Verkalkung zu vermehrter Gefäßsteifigkeit. Die gravierenden Folgen sind koronare Herzerkrankung, arterielle Verschlusskrankheit und cerebrovaskuläre Insuffizienz, die letztendlich zu einer deutlich verminderten Lebenserwartung bei chronisch Nierenkranken führen. (Abb. unter)

### Gesteigerte Rückresorption von Phosphat im Nierenkanälchen
Bei normaler Nierenfunktion und damit normaler Filtration von Phosphat im [Nierenkörperchen], kann die Phosphat-Ausscheidung auch vermindert sein, wenn im an das Nierenkörperchen anschließenden Nierenkanälchen Phosphat vermehrt aus dem Primärharn rückresorbiert wird. Eine gesteigerte tubuläre Rückresorption wird bei folgenden Zuständen beobachtet:

#### Hypoparathyreoidismus
Bei verminderter Sekretion des Nebenschilddrüsenhormons Parathormon (Hypoparathyreoidismus) oder bei einer Resistenz der Nierentubuluszellen gegenüber der Wirkung von Parathormon (Pseudohypoparathyreoidismus) kommt es zu einer gesteigerten Phosphat-Rückresorption aus dem Primärharn, der Phosphatspiegel im Serum steigt. Da bei niedrigem Parathormon gleichzeitig der Knochenabbau vermindert ist, und so weniger Calcium aus dem Skelett freigesetzt wird, sinkt im Serum der Calciumspiegel (Hypokalziämie).

#### Akromegalie
Bei einigen Patienten mit Akromegalie wird eine Hyperphosphatämie beobachtet, möglicherweise wird die Phosphat-Rückresorption durch die erhöhten Spiegel von Wachstumshormon und Insulin like Growth Factor I stimuliert.

#### Bisphosphonate
Bei Behandlung mit Bisphosphonaten kann als Nebenwirkung eine gesteigerte Phosphat-Rückresorption auftreten, die zu einer Hyperphosphatämie führen kann.

#### Vitamin-D-Vergiftung
Bei einer Vitamin-D-Vergiftung kommt es im Darm zu einer vermehrten Aufnahme von Calcium und Phosphat. Der erhöhte Calcium-Spiegel (Hyperkalziämie) hemmt die Sekretion von Parathormon, die tubuläre Phosphat-Rückresorption in der Niere steigt und damit der Phosphatspiegel. Zudem führt die Hyperkalziämie zu einer Verengung (Vasokonstriktion) der Nierengefäße, die Filtration von Phosphat im Nierenkörperchen nimmt ab, der Phosphatspiegel steigt weiter.

#### Familiäre tumoröse Kalzinose
Die familiäre tumoröse Kalzinose ist eine seltene, autosomal rezessive Erbkrankheit, die mit erhöhtem Serum-Phosphat aufgrund einer erhöhten tubulären Phosphat-Rückresorption einhergeht. Mutationen in verschiedenen Genen können zur familiären tumorösen Kalzinose führen:
Mutationen im Gen GALNT3, welches für eine Glycosyltransferase codiert, und dem Gen von Fibroblast Growth Factor 23 führen zu einer verminderten Sekretion von Fibroblast Growth Factor 23, welcher die Phosphatausscheidung über die Niere steigert. Fibroblast Growth Factor 23 kann nur in Gegenwart des Co-Rezeptors Klotho an seinen Rezeptor binden, Mutationen im Klotho-Gen führen daher ebenfalls zu einer Hyperphosphatämie.
Bei Patienten mit familiärer tumoröser Kalzinose sind die Phosphatspiegel erhöht. Die Hyperphosphatämie führt zu Weichteilverkalkungen aufgrund einer vermehrten Ablagerung von Calciumphosphat. Ein Absinken des Calcium-Spiegels wird durch eine vermehrte Produktion von Calcitriol ausgeglichen. Calcitriol steigert die Calcium-Aufnahme über den Darm. Serum-Calcium und Parathormon liegen bei der familiären tumorösen Kalzinose daher im Normbereich.

### Weitere Ursachen

#### Intravenöse Ernährung
Wird ein bewegungsunfähiger (immobilisierter) Patient künstlich intravenös ernährt (totale parenterale Ernährung), kann es ebenfalls zu einem Anstieg des Phosphatspiegels kommen, wenn die verabreichte Phosphatmenge dem normalen täglichen Bedarf entspricht. Beim Immobilisations-Syndrom kommt es zu einer Hemmung des Knochenaufbaus bei gleichzeitig vermehrtem Knochenabbau, wodurch zusätzliches Phosphat freigesetzt wird, der Phosphatbedarf sinkt.

#### Pseudohyperphosphatämie
Verschiedene im Untersuchungsmaterial vorhandene Substanzen können die laborchemische Phosphatbestimmung verfälschen und einen erhöhten Phosphatspiegel vortäuschen (Pseudohyperphosphatämie).
Eine Pseudohyperphosphatämie wird beschrieben:
- bei Erkrankungen, die mit einer Vermehrung der Immunglobuline einhergehen, wie
  - multiplem Myelom,
  - Morbus Waldenström und
  - monoklonaler Gammopathie,
- bei Erhöhung der Blutfette (Hyperlipidämie),
- bei Verunreinigung des Serums mit Hämoglobin (Hämolyse),
- bei Erhöhung des Bilirubins (Gelbsucht) und
- bei Behandlung mit dem Antimykotikum Amphotericin B.

Bei Verdacht auf Pseudohyperphosphatämie sollte die Phosphatbestimmung mit einem alternativen Untersuchungsverfahren erfolgen.

## Symptome

### Symptome der akuten Hyperphosphatämie
Ein akuter massiver Phosphatanstieg führt zum Anstieg des Calcium-Phosphat-Produkts, Calciumphosphat fällt in den Geweben aus, das Serum-Calcium sinkt ab, es kommt zur Hypokalzämie. Beim Tumorlyse-Syndrom wird aus den zerfallenden Zellen zusätzlich Kalium freigesetzt. Hyperphosphatämie, Hypokalziämie und Hyperkaliämie können zu Übelkeit, Erbrechen, Durchfall, Appetitlosigkeit, Lethargie, Hämaturie, Krampfanfällen, Muskelkrämpfen, Tetanie, Kreislaufkollaps sowie Herzrhythmusstörungen bis hin zum plötzlichen Herztod führen.

### Symptome der chronischen Hyperphosphatämie
Eine chronische Hyperphosphatämie macht zunächst keine Beschwerden. Ein erhöhtes Calcium-Phosphat-Produkt führt jedoch zu Ablagerungen von Calciumphosphat in Arterien, Gelenken, Bindegewebe und Organen, es kommt zu Durchblutungsstörungen, die zu Herzinfarkt, Schlaganfall und Gefäßverschlüssen der Extremitätenarterien führen können. Eine seltene und besonders schwere Verlaufsform ist die Calciphylaxie, bei der aufgrund einer schweren Mediaverkalkung der Hautgefäße ausgedehnte und äußerst schmerzhafte Nekrosen der Haut auftreten.
Eine Hyperphosphatämie und ein erhöhtes Calcium-Phosphat-Produkt vermindern bei Dialysepatienten die Lebenserwartung.

## Therapie
Die Behandlung hängt davon ab, ob eine akute oder eine chronische Hyperphosphatämie vorliegt.

### Therapie der akuten Hyperphosphatämie
Eine akute Hyperphosphatämie mit Hypokalziämie ist ein potentiell lebensbedrohliches Krankheitsbild.
Bei normaler Nierenfunktion normalisiert sich der Phosphatspiegel innerhalb von 6 – 12 Stunden nach dem akuten Anfall von Phosphat, es kann jedoch zu dauerhaften Nierenschädigungen kommen. Die Phosphat-Ausscheidung kann durch Infusion physiologischer Kochsalzlösung oder durch eine Dialysebehandlung beschleunigt werden.

### Therapie der chronischen Hyperphosphatämie
Die Behandlung der chronischen Hyperphosphatämie erfolgt durch Hemmung der Phosphat-Aufnahme im Darm und der Phosphat-Freisetzung aus dem Knochen. Phosphatarme Kost und Phosphatbinder wie Calciumcarbonat, Calciumacetat, Aluminiumhydroxid und Lanthancarbonat oder die beiden calcium- und metallfreien, nicht-resorbierbaren Polymere Colestilan und Sevelamer vermindern die aus der Nahrung aufgenommene Menge an Phosphat. Durch Einnahme von Vitamin D bzw. Vitamin-D-Metaboliten (Calcitriol, Alfacalcidol, Paricalcitol) und Calcimimetica (Cinacalcet) kann ein überschießender Knochenumbau (Osteitis fibrosa) gehemmt und so die Freisetzung von Phosphat aus dem Knochen vermindert werden. Eine Überdosierung von Vitamin D und Calcimimetica führt zu einem verminderten Knochenumbau (low-turnover bone disease, adyname Knochenerkrankung). Bei der adynamen Knochenerkrankung kann mit der Nahrung aufgenommenes Phosphat nicht in ausreichendem Maße in den Knochen eingebaut werden, die Folgen sind ebenfalls Hyperphosphatämie und Gefäßverkalkungen. Der Knochen-Turnover muss daher anhand der Parathormon-Spiegel in einen relativ engen Zielbereich eingestellt werden. Dabei ist zu beachten, dass bei eingeschränkter Nierenfunktion höhere Parathormon-Spiegel als beim Gesunden zur Aufrechterhaltung eines ausreichenden Knochenumbaus erforderlich sind. Durch eine Behandlung mit Phosphatbindern und Vitamin-D-Metaboliten kann die Lebenserwartung von Dialysepatienten verbessert werden.